# Павловка (Лямбирский район)
 Па́вловка — село в Лямбирском районе Мордовии в составе  Скрябинского сельского поселения.

## География
Находится на расстоянии примерно 24 км на восток от города Саранск.

## История
Основано в конце XVII века, в 1864 году учтено как сельцо владельческое из 32 дворов (231 человек: 104 мужчины, 127 женщин) в Саранском уезде Пензенской губернии.

С 1998 года — центральная усадьба ООО «Лисма—Нива». 
Религия
В конце XIX века жители Павловки были прихожанами церкви села Уда (каменная, построена в 1817 году, главный престол — во имя Введения во храм Пресвятой Богородицы, приделы: во имя Святого апостола Иоанна Богослова и Святого князя Александра Невского).

## Население
| 2002 | 2010 |
| ---- | ---- |
| 203  | ↗206 |

Постоянное население в 2002 году составляло 203 человека (русские 69%, мордва-эрзя 28%), 206 в 2010 году .